# Molares Volumen
Das molare Volumen oder auch Molvolumen (Formelzeichen: Vm) eines Stoffes gibt an, welches Volumen ein Mol dieser Substanz einnimmt. Seine SI-Einheit ist m3/mol.
Es ergibt sich aus dem Quotienten des Volumens V und der Stoffmenge n und kann aus der Molaren Masse M und der Dichte ρ der entsprechenden Substanz berechnet werden.
{\displaystyle V_{\mathrm {m} }={\frac {V}{n}}={\frac {M}{\rho }}}
Es beschreibt also das Volumen, das von insgesamt 6,022 · 1023 Teilchen (Avogadro-Konstante) einer Substanz ausgefüllt wird. Es handelt sich beim molaren Volumen um eine intensive Größe, während das Volumen selbst eine extensive Größe darstellt.
Für Feststoffe und Flüssigkeiten hängt das molare Volumen vom jeweiligen Stoff ab (Stoffeigenschaft).
Das Molare Volumen ist ebenso wie das (Massen-)Spezifische Volumen ein normiertes Volumen.

## Molares Volumen des idealen Gases

Der Zusammenhang zwischen Masse, Stoffmenge, Volumen und Teilchenanzahl.

Durch Umstellen der idealen Gasgleichung erhält man für das molare Volumen eines idealen Gases:
{\displaystyle V_{\mathrm {m} }={\frac {RT}{p}}},
mit
- R die universelle Gaskonstante
- T die Temperatur (K) und
- p der Druck (kPa).

Das molare Volumen eines idealen Gases beträgt damit nach derzeitiger Messgenauigkeit (unabhängig davon, welches Gas im Einzelnen vorliegt):
| Bedingungen                                | Druck       | Temperatur | Molares Volumen                 | Anmerkung     |
| ------------------------------------------ | ----------- | ---------- | ------------------------------- | ------------- |
| Physikalische Normbedingungen              | 101,325 kPa | 0 °C       | 22,413 969 54... · 10−3 m3/mol  | "Normvolumen" |
| Chemische Standardbedingungen (IUPAC 1982) | 100,000 kPa | 0 °C       | 22,710 954 64... · 10−3 m3/mol  |               |
| SATP-Bedingungen                           | 100,000 kPa | 25 °C      | 24,789 570 30... · 10−3 m3/mol. |               |

In der deutschen Norm DIN 1343, Ausgabe Januar 1990, ist das molare Normvolumen des idealen Gases noch mit dem älteren Wert von (22,414 962 ± 0,000 013) l/mol angegeben. Der ältere Wert überdeckt den neueren aufgrund seiner größeren Unsicherheit völlig.
Für reale Gase gelten die Zahlen aus dem idealen Gasgesetz nur bei geringem Druck und nicht zu tiefen Temperaturen.